# Geschiedenis van de waanzin in de zeventiende en achttiende eeuw
Geschiedenis van de waanzin in de zeventiende en achttiende eeuw is het proefschrift van Michel Foucault dat in 1961 verscheen. Het is het eerste boek waardoor hij bekend werd. Het is oorspronkelijk uitgegeven onder de titel Folie et déraison. Histoire de la folie à l'âge Classique  en in 1975 naar het Nederlands vertaald.
Het dateert uit de periode dat de machtsproblematiek bij Foucault nog niet centraal stond. Het thema macht is in zijn vroege werk al wel impliciet aanwezig. Hij hanteert daarbij een specifiek machtsbegrip, de macht opgevat als uitsluiting. Egide Berns stelt dat uit dit werk ook zijn genealogische stijl, een onderzoek van onze geschiedenis, blijkt. In Folie et déraison gaat Foucault aan de hand van een onderzoek op zoek naar datgene wat in deze geschiedenis uitgestoten werd: de waanzinnige. Zelf noemt Foucault het een archeologische methode.
Foucault onderzoekt er de geschiedenis van de waanzin. Hij gaat op zoek naar de vooronderstellingen van waaruit een bepaalde samenleving tegen het fenomeen waanzin aankijkt. Hij beperkt zich tot de 'klassieke tijd' waarmee hij de zeventiende en achttiende eeuw bedoelt, in Frankrijk de periode van het absolutisme. Zijn probleem was dat hij een neutrale taal nodig had, zo vrij mogelijk van wetenschappelijke termen en van sociale of morele voorkeur, zodat hij de afstand waarmee de moderne mens zich beschermd tegen de waanzin kon overbruggen. Tegelijkertijd wilde hij een open taal waarin de beslissende woorden waarmee wij de waarheid van waanzin en rede formuleren, een plaats hadden zonder verraad te plegen. Foucault stelt dat hij uit alle regels en methoden er slechts één gebruikt heeft die hij omschrijft met een citaat uit een tekst van René Char en waarin volgens hem de meest dringende en tevens de meest terughoudende definitie van de waarheid te lezen valt: 

Ik nam van de dingen de illusie, die zij voortbrengen om zich tegen ons te beschermen, en liet hun het deel dat ze voor ons gereed houden.

Later gaf Foucault zelf als kritiek op zijn dissertatie  dat hij hier in zijn geschiedschrijving nog uitging van een eenheidservaring van de waanzin. Weliswaar van een collectieve, de wijze waarop men in een bepaald tijdvak met waanzin omging en deze definieerde, zonder zich daarvan bewust te zijn.

## Voorwoord
Foucault begint met twee teksten. Een van Pascal: 

De mensen zijn zo noodwendig gek, dat niet-gek zijn alleen maar zou beduiden: gek zijn in een andere soort waanzin.

 En de andere tekst van Fjodor Dostojevski uit Dagboek van een schrijver: 

Je kunt je niet van je eigen gezonde verstand overtuigen door je buurman op te sluiten.

Foucault wil als een archeoloog terug graven naar het moment, het nulpunt, waarop Rede en Waanzin nog niet gescheiden waren. Het moment waarop waanzin nog een ongedifferentieerde ervaring is. Hij wil terug naar de oorsprong van de scheiding, hij wil dat nulpunt in de geschiedenis betrappen. Dat kan alleen als men geheel vrij is van alle wetenschappelijke kennis over waanzin en rede. Het wezenlijke van de scheiding is de handeling die het veroorzaakte, niet de wetenschap. Daar in die oorsprong, het nulpunt ligt het moment van de verandering in de ontwikkeling (cesuur), die de scheiding rede-waanzin bepaalde. De macht van de rede over de niet-rede, om erkenning van de waarheid te krijgen, is pas later aan de orde.
Foucault zoekt het oorspronkelijke debat, waarin alles open ligt. Hij wil spreken over de in acht genomen afstand (de separate handeling), hij heeft het over twee handelingen, het scheiden en het hanteren van de scheiding, en over de leegte tussen rede en niet-rede. Hij wil zich niet afzetten tegen de volheid. Hij wil het moment zichtbaar maken, waarop de mens-van-de-waanzin en de mens-van-de-rede hun dialoog beginnen over de breuk. Op dat moment is er nog een vluchtige herinnering aan 'met elkaar in gesprek zijn'. Daar zijn waanzin en niet-waanzin, en rede en niet-rede nog verstrengeld. Dit impliceert dat er maar één soort mens is, die zowel waanzin als rede kent, die op verwarde wijze met elkaar verstrengeld zijn. Rede en waanzin bestaan dan nog niet voor de mens, zijn dus nog één. In de uitwisseling, de dialoog, is er wel sprake van de één en De Ander, wat al wel een scheiding impliceert. Foucault stelt dat de ‘ongescheiden’ mens de dialoog voert in een zeer onbehouwen taal, heel wat ouder dan die van de wetenschap. Hij laat hier duidelijk merken dat hij weinig waardering heeft voor de gangbare wetenschap.
Foucault wil de geschiedenis schrijven van die andere soort waanzin. Hij beschouwt waanzin niet als een geestesziekte maar als het uitgeslotene. Hij stelt vast dat de moderne mens midden in de serene wereld van de geestesziekte geen communicatie meer heeft met de gek. Meer impliceert dat het contact, er wel geweest is, dat er communicatie was tussen de moderne mens en de gek.
Aan de ene kant staat de redelijke mens, aan de andere kant de waanzinnige. Daartussen de arts, gestuurd door de rede, die alleen via de abstracte algemeenheid van de ziekte contact heeft met de gek. De waanzinnige die alleen met de ander communicatie heeft via een al even abstracte rede. De abstracte rede bestaat uit orde, fysieke en morele dwang, anonieme druk van de groep, en verplichting tot conformisme of aangepast gedrag. Er is geen gemeenschappelijke taal, althans niet meer.
Eind achttiende eeuw wordt de waanzin gerangschikt onder het begrip ‘geestesziekte’. Dan wordt expliciet vastgesteld dat de dialoog verbroken is. De scheiding die van waanzin en niet-waanzin en die van rede en niet-rede wordt neergezet als een voldongen feit. Daarmee worden de onvolkomen woorden, waarin de uitwisseling tussen waanzin en rede werd uitgesproken, prijsgegeven aan de vergetelheid, onbewust uit de herinnering gepoetst. De taal van de psychiatrie is een monoloog van de rede over de waanzin. Die taal kon alleen gebouwd worden op het zwijgen van de waanzin.
Foucault heeft niet de bedoeling de geschiedenis van die taal te schrijven. Hij wil de archeologie van de stilte schrijven. Archeologie in de betekenis van het bestuderen van overblijfselen, om het verleden te reconstrueren.

## Tweede gedeelte van het Voorwoord
De Grieken kenden het begrip ὕβρις, hybris. Dat betekent zoiets als overdreven trots, hoogmoed, grootheidswaanzin, met name tegenover de hun goden. Het betekent niet slechts een veroordeling. Volgens Foucault blijkt dat uit het bestaan van figuren als Thrasymachus en Callicles. Wij kennen hun vertoog via een reeds door Socrates verhulde dialectiek. De Grieken kenden geen tegendeel.
Sinds begin Middeleeuwen heeft de mens al een betrekking met iets dat hij vaag met Waanzin, Zinneloosheid, Redeloosheid (Folie, Démence, Déraison) omschrijft. Foucault vraagt zich af of de westerse Rede (Raison) misschien iets van haar diepte te danken heeft aan die vage, duistere aanwezigheid. Net zoals de socratische redenaars de σωϕροσυνη, de voorzichtigheid, de zelfbeheersing, te danken hadden aan de dreiging van de ὕβρις, hybris. Hij is van mening dat de Rede en de Redeloosheid, de Raison en Déraison de dimensies van de oorspronkelijkheid van de westerse cultuur vormen. Dat was al zo vóór Jeroen Bosch, en zal zo nog lang na Nietzsche en Artaud blijven.
Foucault stelt zich de vraag wat de confrontatie, daar onder de taal van de rede (theorie) betekent. Hij vraagt zich af waar je uit zou komen als je een vraagstelling niet volgens de horizontale ontwikkeling van de rede zou volgen, maar volgens díe van de verticale ontwikkeling binnen de tijd. Hij wil onderzoeken waar de verticale constante uit zal komen die door heel de Europese cultuur die rede plaatst tegenover wat zij niet is. Hij wil dat gebied leren kennen dat volgens hem niet de geschiedenis van de kennis of die van de herinnering beslaat; ook niet het gebied dat afhankelijk is van de teleologie van de waarheid. En ook niet het gebied van de rationele aaneenschakelingen van oorzaken, want dat gebied heeft alleen betekenis aan de andere zijde van de scheidslijn, in het gebied van 'de gek'. Hij verwacht dat het gaat om een gebied waar de grenzen van de cultuur ontstaan, waar het niet gaat om de identiteit van de cultuur.